# The Out-Laws
The Out-Laws és una pel·lícula d'acció còmica estatunidenca del 2023 dirigida per Tyler Spindel, escrita per Evan Turner i Ben Zazove, produïda per Adam Sandler, Adam DeVine i Allen Covert, i protagonitzada pel mateix DeVine, Nina Dobrev, Ellen Barkin i Pierce Brosnan. La trama segueix a un gerent d'un banc durant la setmana del seu casament, el banc del qual és robat per delinqüents que sospita fermament que podrien ser els seus futurs sogres, cosa que es demostra encertada mentre treballa amb ells quan un líder dels criminals segresta la seva promesa. The Out-Laws es va estrenar a Netflix el 7 de juliol de 2023. S'ha subtitulat al català.
El juliol de 2021, el director Tyler Spindel va seleccionar Pierce Brosnan per al repartiment de la pel·lícula, juntament amb Adam DeVine. L'octubre de 2021, Ellen Barkin, Nina Dobrev, Michael Rooker, Poorna Jagannathan, Julie Hagerty, Richard Kind, Lil Rel Howery i Blake Anderson van omplir la resta del repartiment. El rodatge principal va tenir lloc a Atlanta, d'octubre a desembre de 2021.